# Le Chemin du passé
Pour plus de détails, voir Fiche technique et Distribution.
Le Chemin du passé (I'll Follow You Down) est un film canadien réalisé par Richie Mehta, sorti en 2014.

## Synopsis
Un père de famille disparaît mystérieusement alors qu'il participe à une conférence scientifique. Douze ans plus tard, sa femme reste hantée par cette disparition. Leur fils, devenu un étudiant brillant, apprend de son grand-père, qui est également son professeur, que son père avait construit une machine à voyager dans le temps.

## Fiche technique
- Titre original : I'll Follow You Down
- Titre français : Le Chemin du passé
- Réalisation : Richie Mehta
- Scénario : Richie Mehta
- Directeur artistique : Jennifer Marie Thomas
- Chef décorateur : Chris Crane
- Décorateur de plateau : Zosia Mackenzie
- Costumes : Kelsey Hart
- Maquillage : Kristin Wayne (key makeup artist)
- Photographie : Tico Poulakakis
- Montage : Stuart A. McIntyre
- Musique : Andrew Lockington
- Producteur : Lee Kim
- Société(s) de production : Resolute Films and Entertainment, The Harold Greenberg Fund
- Société(s) de distribution : (Canada) Entertainment One (all media)
- Pays d'origine :  Canada
- Année : 2014
- Langue originale : anglais
- Format : couleur
- Genre : science-fiction, drame
- Durée : 93 minutes
- Dates de sortie : Canada : 28 juillet 2013 (FanTasia)

## Distribution
- Gillian Anderson (VF : Adèle Malraux) : Marika Whyte
- Rufus Sewell (VF : Jean Pich) : Gabe Whyte
- Haley Joel Osment (VF : Simon Praat) : Erol Whyte
- John Paul Ruttan (en) (VF : Nathalie Sergent) : Erol Whyte, jeune
- Victor Garber (VF : Eric Saert) : Sal, le grand-père
- Sarah Manninen (en) : Avril
- Sherry Miller : Mme Moore
- Susanna Fournier (en) (VF : Lara Ores) : Grace
- Kiara Glasco : Gracie, jeune
- Simon Reynolds : Dr Reynolds
- Brandon Firla (en)(VF : Alain Nicolas) : Jimmy / Johnny
- Laura Miyata : Aya
- Catherine Bruhier (en) (VF : Sandrine Classet) : Holland
- Izaak Smith : étudiant
- Jonah Wineberg (VF : Sébastien Tiert) : Jeremy
- Rupinder Nagra (en) : un agent
- Asim Wali : Asim
- Chris Hatcher (VF : Charles Lesson) : Hatcher
- Rosalba Martinni : la femme dans l'aéroport
- Thomas Hauff (en) : un professeur

Source : version française (VF) d'après le carton de doublage